# Midnight Boom
| Совокупная оценка    | Совокупная оценка |
| Источник             | Оценка            |
| -------------------- | ----------------- |
| Metacritic           | 75/100            |
| Оценки критиков      |                   |
| Источник             | Оценка            |
| AllMusic             | [ 2 ]             |
| The A.V. Club        | B                 |
| Entertainment Weekly | B+                |
| The Guardian         | [ 5 ]             |
| Mojo                 | [ 6 ]             |
| MSN Music            | A−                |
| Pitchfork Media      | 6.8/10            |
| Rolling Stone        | [ 9 ]             |
| Spin                 | [ 10 ]            |
| Uncut                | [ 11 ]            |

Midnight Boom (рус. Полуночный бум) — третий альбом инди-рок группы The Kills, выпущенный 10 марта 2008 на лейбле Domino Records (17 марта 2008, в Соединённых Штатах). Запись была произведена в "Key Club Recording Company" в Бентон-Харборе, Мичиган. Название относится ко времени с полуночи до 6:00, в которое группа была на творческом пике написания материалов для альбома.

## Продвижение
«U.R.A. Fever» был выпущен как ведущий сингл 3 декабря 2007. Второй сингл «Cheap and Cheerful» был выпущен 25 февраля 2008. Третий сингл «Last Day of Magic» был издан 15 июня 2008. Два финальных сингла с альбома: «Tape Song» представлен 16 ноября 2008, и «Black Balloon» — 22 марта 2009. Обе песни попали в чарт Франции.
Песня «Sour Cherry» попала в эпизод телесериала "Сплетница", благодаря чему стала популярной. «Sour Cherry» также прозвучала в "The House Bunny" («Мальчикам это нравится»).

## Коммерческое достижение
Midnight Boom стал первым альбомом группы попавшим в чарт Billboard 200, достигнув там 133 позиции. Также альбом занял 16 место в чарте Independent Albums, 9 место в Top Tastemaker Albums, и возглавил чарт Top Heatseekers. В Европе альбом достиг 47 места в UK Albums Chart, а также попал в чарты Австрии, Бельгии, Франции, Нидерландов и Швейцарии.

## Список композиций
Слова и музыка всех песен — написаны The Kills.
| №                   | Название                                                         | Длительность |
| ------------------- | ---------------------------------------------------------------- | ------------ |
| 1.                  | «U.R.A. Fever»                                                   | 2:16         |
| 2.                  | «Cheap and Cheerful»                                             | 2:26         |
| 3.                  | «Tape Song»                                                      | 3:35         |
| 4.                  | «Getting Down»                                                   | 2:55         |
| 5.                  | «Last Day of Magic»                                              | 3:21         |
| 6.                  | «Hook and Line»                                                  | 2:03         |
| 7.                  | «Black Balloon»                                                  | 3:46         |
| 8.                  | «M.E.X.I.C.O.»                                                   | 1:37         |
| 9.                  | «Sour Cherry»                                                    | 3:07         |
| 10.                 | «Alphabet Pony»                                                  | 1:45         |
| 11.                 | «What New York Used to Be»                                       | 3:15         |
| 12.                 | «Goodnight Bad Morning»                                          | 3:52         |
| 13.                 | «Night Train» (цифровая версия доступна только в Великобритании) | 3:04         |
| Общая длительность: | Общая длительность:                                              | 37:06        |

## Участники записи
The Kills
- Элисон Моссхарт — вокал, гитара, продакшн.
- Джейми Хинс — вокал, гитара, барабаны, перкуссия, продакшн.

Технический персонал
- Том Элмхирст — звукорежиссёр, микширование.
- Джейсон Лэдер — инженер.
- Джессика Раффинс — инженер.
- Билл Скибб — инженер.
- Энди Тауб — инженер.

## Чарты
| Charts (2008)                          | Высшая позиция |
| -------------------------------------- | -------------- |
| Австрия (Ö3 Austria)                   | 66             |
| Бельгия/Фландрия (Ultratop)            | 13             |
| Бельгия/Валлония (Ultratop)            | 70             |
| Нидерланды (Album Top 100)             | 68             |
| Франция (SNEP)                         | 23             |
| Швейцария (Schweizer Hitparade)        | 56             |
| Великобритания (UK Albums Chart)       | 47             |
| США (Billboard 200)                    | 133            |
| США (Billboard Top Heatseekers Albums) | 1              |
| США (Billboard Independent Albums)     | 16             |
| США (Billboard Top Tastemaker Albums)  | 9              |